# Nowe
Nowe (niem. Neuenburg) – miasto w woj. kujawsko-pomorskim, w powiecie świeckim, siedziba gminy miejsko-wiejskiej Nowe.
Według danych GUS z 31 grudnia 2019 r. Nowe liczyło 5787 mieszkańców.
Nowe uzyskało lokację miejską przed 1280 rokiem, zdegradowane po 1310 roku, ponowne nadanie praw miejskich w 1350 roku.

## Położenie
Nowe to niewielka miejscowość położona na wysokim brzegu Wisły, na granicy Pojezierza Starogardzkiego i Borów Tucholskich. Pod względem etniczno-kulturowym należy ono do Kociewia.
W latach 1939–1945 położona była w okręgu Rzeszy Gdańsk-Prusy Zachodnie, w rejencji bydgoskiej (Regierungsbezirk Bromberg), w powiecie Świecie (Kreis Schwetz).
W latach 1975–1998 miasto administracyjnie należało do woj. bydgoskiego.

## Historia

### Średniowiecze

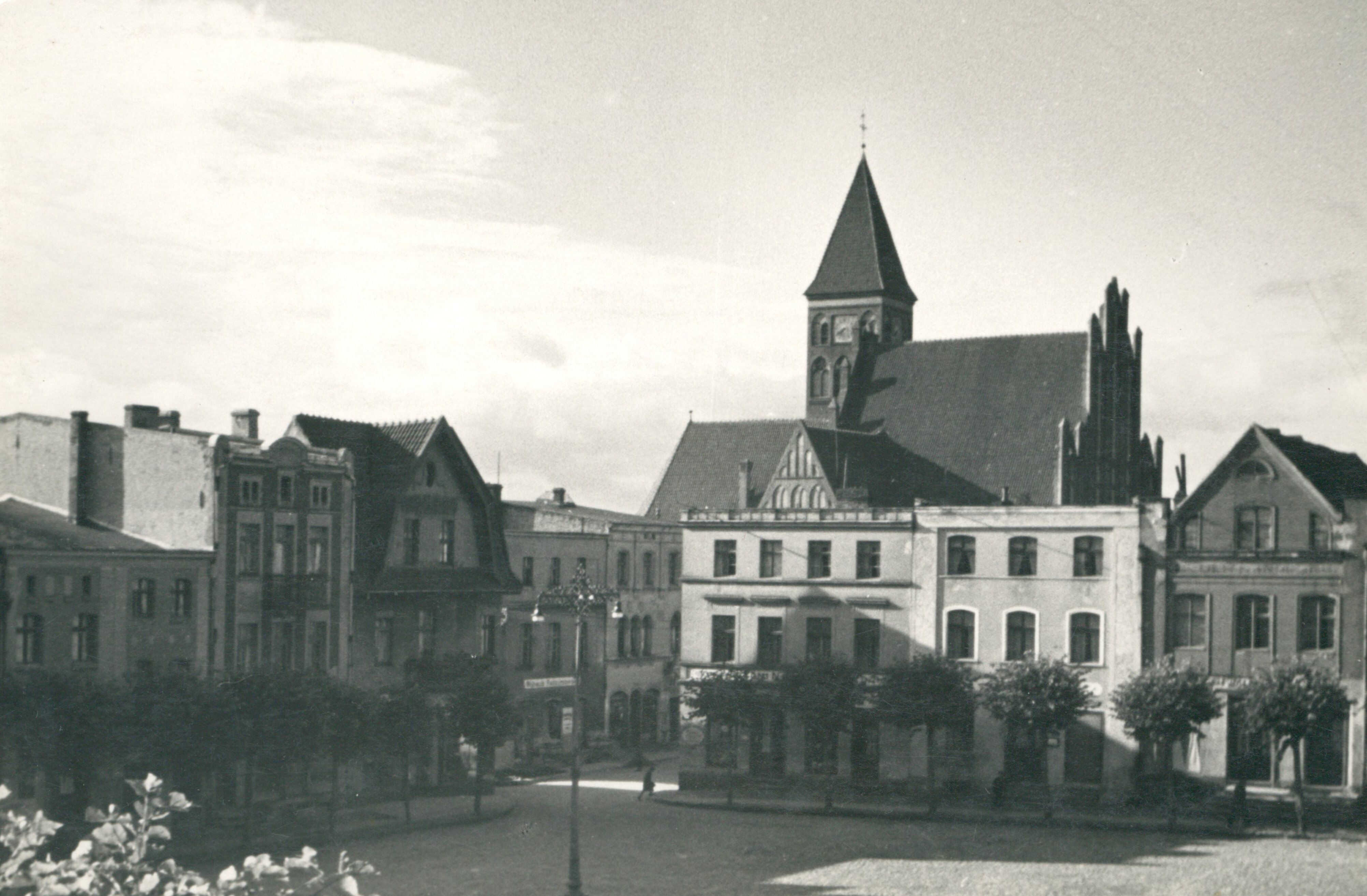
Rynek i kościół pofranciszkański w latach 30. XX w.

Nazwa miasta wywodzi się ze średniowiecza, kiedy to zwało się po łacinie Novo Castro, czyli Nowy Gród, przypuszczalnie w opozycji do pobliskiego Starogardu lub jako wyraz założenia nowego grodu na miejscu wcześniejszego.
Pierwsze ślady stałego osadnictwa pochodzą z okresu neolitu. W okresie rzymskim istniała tu przeprawa wiślana obok szlaku bursztynowego. To korzystne położenie komunikacyjno-handlowe przez wieki stymulowało rozwój osady i miasta.
Przypuszczalnie pierwsze grodziowisko nowskie znajdowało się na końcu I tysiąclecia n.e. na tzw. Garbuzach. Upadło ono wraz z podbojem Pomorza przez Piastów. W X wieku (przed 990 rokiem) tereny weszły w skład Polski Piastowskiej. Po podziale dzielnicowym państwa polskiego Pomorze odzyskiwać zaczęło swą autonomię i w drugiej połowie XII w. założono tu nowy gród. Po raz pierwszy występuje on w źródłach pisanych w 1266 roku jako miejsce śmierci księcia Świętopełka i późniejszej potyczki z Krzyżakami. W 1277 roku Nowe stało się udokumentowaną siedzibą kasztelanii, w 1282 roku osadzono tu pierwszych na niekrzyżackim Pomorzu franciszkanów. Świadczy to o tym, że osada miała wówczas wyraźnie miejski, lecz przedlokacyjny charakter.
W okresie rządów podczas rozbicia Nowe, jako miasto prywatne, oddane zostało Potężnemu rodowi Święców. Zdobyte i zniszczone przez Krzyżaków, w 1301 roku od nich uzyskało prawa miejskie chełmińskie. Odbudowane zostało w drugiej połowie XIV w. częściowo na planie dawnej owalnicy pomorskiej (zbieg czterech ulic ku dawnej Bramie Grudziądzkiej), częściowo na planie regularnym (kwadratowy rynek i prostopadłe ulice). Miasta broniły mury obronne o długości 1000 m, z szesnastoma wieżami; fosa oraz dogodne położenie na wysoczyźnie nadwiślańskiej. Dodatkowo wszystkie jego ważne obiekty uzyskały w drugiej połowie XIV w. kamienną i ceglaną formę, zachowując swą lokalizację. Władzę w mieście sprawował ściągnięty ze środkowych Niemiec i mocno zniemczony patrycjat, jednak większość ludności miasta była polska. Przejawem tej polskości było wstąpienie Nowego do powstającego Związku Pruskiego dążącego ku Koronie Polskiej. Czołową rolę odgrywał w nim Jan z Jani, rycerz z ziemi nowskiej. Był on jednym z inicjatorów konfederacji, która odbiła Nowe z rąk Krzyżaków w początkach 1454 roku i wsparła króla polskiego.
Podczas trzynastoletniej wojny z Krzyżakami (1454–1466) chorąży poznański Mikołaj Tomicki (późniejszy ojciec Piotra Tomickiego podkanclerza koronnego) zasłynął w 1460 r. jako mąż dzielny, który na czele swej chorągwi twierdzę Neuenburg (dziś Nowe) nad Wisłą pod Zakonem Krzyżackim z chwalebną sztuką wojenną zdobył. Lecz około 1462 r. Polacy utracili tę twierdzę na rzecz przeciwnika, a ponownie ją odbił Piotr Dunin burgrabia krakowski w 1465 r.
Na mocy postanowień II pokoju toruńskiego w 1466 r. Nowe ponownie stało się częścią Korony Królestwa Polskiego oraz siedzibą lokalnych starostów, a przy tym na stanowiska władz miasta przywrócono Polaków. 

### Nowożytność
W latach 1512–1518 starostą nowskim był Mikołaj Szpot z Krajowa  który pełnił też urząd wojewody pomorskiego, po nim starostwo nowskie przejął jego syn Achacy Szpot W XVI w. Nowe przeżywało okres rozwoju związanego z handlem zbożem. Jednakże wojny szwedzkie i towarzyszące im zarazy spowodowały wyludnienie i zniszczenie miasta. W XVIII w. Nowe straciło swe dawne znaczenie, natomiast w 1772 r., po I rozbiorze Polski, przeszło pod zabór pruski. Okres zaboru pruskiego wiązał się z silną postawą Polaków przeciwko narzuconej germanizacji. Okresem manifestacji polskości Nowego był Kulturkampf i walka z nim.

### XIX wiek
W 1899 miał miejsce wielki pożar zabudowy. Od początku listopada 1906 r. do co najmniej początku kwietnia 1907 r. (lub dłużej) w miejscowej szkole elementarnej odbył się strajk polskich dzieci przeciwko nauczaniu religii w języku niemieckim. Z uczestników strajku znane są nazwiska następujących dzieci: R. Chyła, J. Ptulka, A. Pater, Frankowski, Janicki, A. Bałdowski. Strajk był elementem znacznie większej akcji biernego oporu wobec pruskich władz szkolnych, która na przełomie 1906 i 1907 r. objęła ponad 460 (!) szkół w prowincji Prusy Zachodnie, czyli przedrozbiorowe Pomorze Gdańskie, Powiśle, ziemię chełmińską i ziemię lubawską oraz część Krajny. Inspiracją dla strajków pomorskich były wcześniejsze działania dzieci w prowincji wielkopolskiej, ze słynnym strajkiem we Wrześni (1901) na czele.
W dobie Cesarstwa Niemieckiego Głogówko Królewskie nazwywało się Neuenburg .

### XX i XXI wiek
W 1919 roku wskutek postanowień traktatu wersalskiego Nowe zostało przyznane II Rzeczypospolitej Polskiej, a w 1920 r. do miasta wkroczyły oddziały wojska polskiego witane przez mieszkańców, co oznaczało powrót i zjednoczenie z odrodzonym państwem polskim. Okres międzywojenny to czas krzepnięcia nowego obrazu gospodarczego miasta, związanego z meblarstwem opartym na lokalnym surowcu.
Nowe zostało zajęte przez wojska niemieckie 3 września 1939 roku i zostało bezpośrednio włączone w granice III Rzeszy. Był to okres szczególnej eksterminacji polskiej inteligencji, polskich cywilów oraz mniejszości pochodzenia żydowskiego. Około 1943 roku w okolicznych lasach nasilała się też działalność partyzancka podporządkowana Tajnej Organizacji Wojskowej „Gryf Pomorski”, a potem Armii Krajowej. 19 lutego 1945 roku do Nowego weszły jednostki 2 Radzieckiej Armii Uderzeniowej, w wyniku działań zbrojnych 40 procent zabudowy uległo zniszczeniu. Nowa władza dokonała eksterminacji nazbyt patriotycznie aktywnych Polaków.
W latach 1939 - 1942 nazwą wsi było wciąż Neuenburg, lecz po przeprowadzonej zamianie nazw miejscowości w Okręgu Rzeszy Gdańsk-Prusy Zachodnie, w latach 1942 - 1945 nazywała się Neuenburg (Weichsel). W czasie II wojny światowej miejscowość miała statu miasto. W tamtym czasie miejscowość Dobre, tak jak i obecnie, stanowiło część miasta. W latach 1939-1942 miało wciąż swoją nazwę z okresu Cesarstwa Niemieckiego, czyli Neuthal, lecz po przeprowadzaonej akcji zmainy nazw zaczęto określać ją jako Neutal.
Po wojnie miasto odbudowano i rozbudowano.
W mieście miał swą siedzibę Komisariat Straży Celnej „Nowe”, oraz ulokowano tu dwie placówki Straży Celnej „Nowe lądowa” i „Nowe wodna”.
7 marca 2021 spłonął wiatrak, zlokalizowany w północnej części miasta.
Pomimo niespokojnych losów miasta, pozostało w Nowem wiele zabytków świadczących jego dawnej świetności.

## Demografia
Według danych z 30 czerwca 2009 roku, miasto miało 6104 mieszkańców.

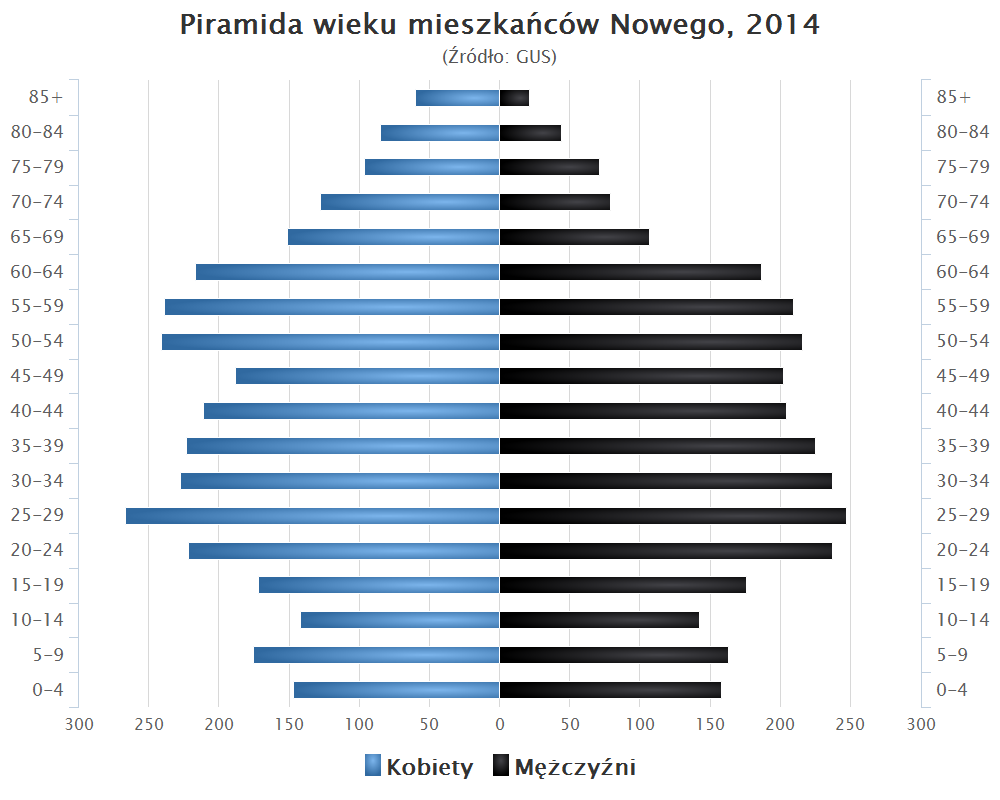
Piramida wieku mieszkańców Nowego w 2014 roku

## Zabytki

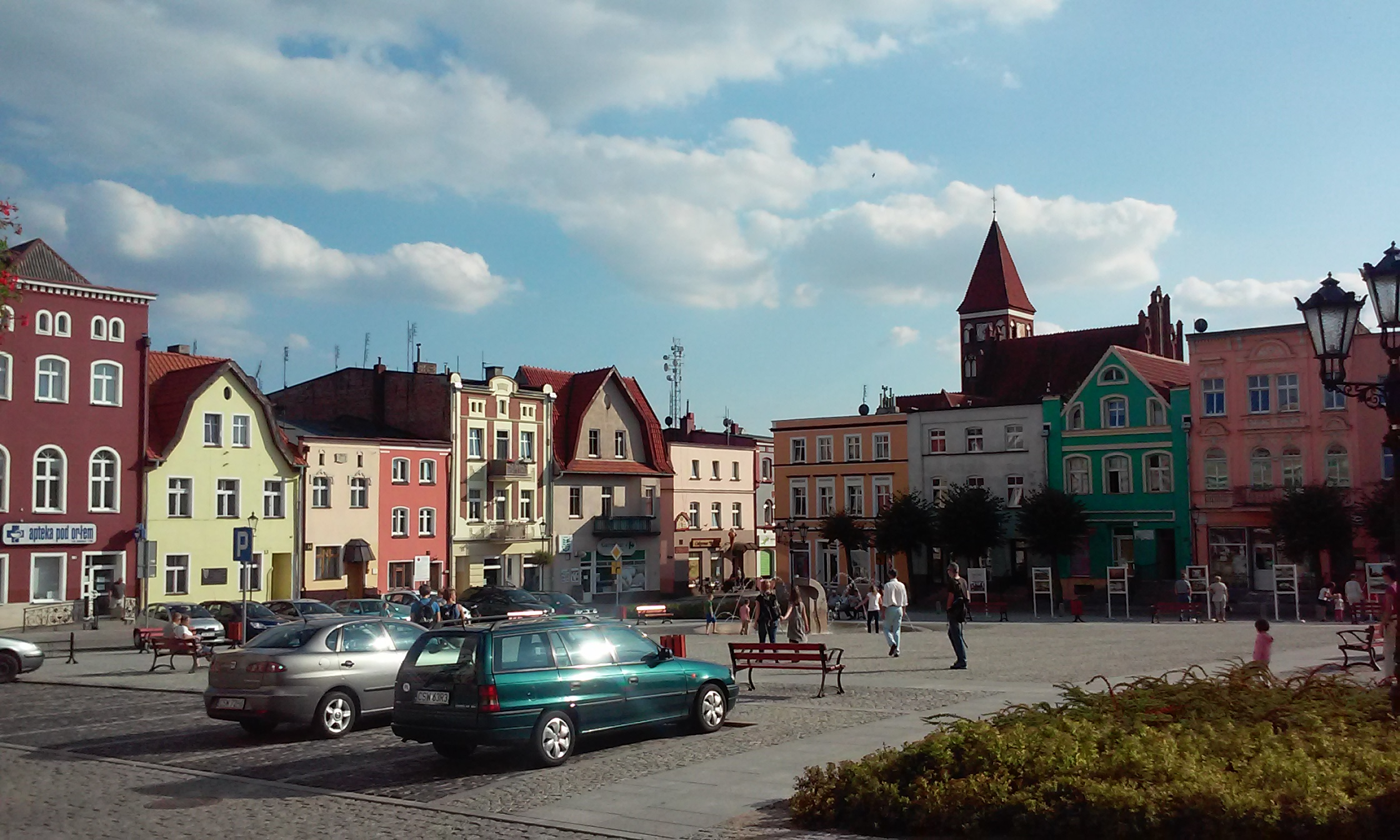
Nowe, rynek, pierzeja południowa i wschodnia

- Stare Miasto nowskie – zachowało do dziś niemal nienaruszony układ średniowiecznego krzyżackiego miasta z elementami wcześniejszej jeszcze, pomorskiej siatki ulic.

Jej centrum stanowi kwadratowy rynek, przy którym mieściły się niegdyś 32 budynki, na nim zaś był ratusz i drewniane sukiennice handlowe. Pozostałe 98 budynków prywatnych znajdowało się przy ulicach, z których dwie, jako przedłużenie traktów handlowych, miały szczególne znaczenie: Gdańska i Grudziądzka. Całość otaczały mury i wieże obronne. W trzech narożnikach miasta znajdowały się jego główne budowle: w północno-zachodnim – fara, w południowo-wschodnim – kompleks zakonny z kościołem i klasztorem. Poza miastem mieściła się jeszcze jedna świątynia. W rynku znajdują się liczne kamieniczki o zewnętrznym wystroju jeszcze barokowym, częściej zaś secesyjnym, np. Rynek 4, 9, 29, 31 oraz Gdańska 18.

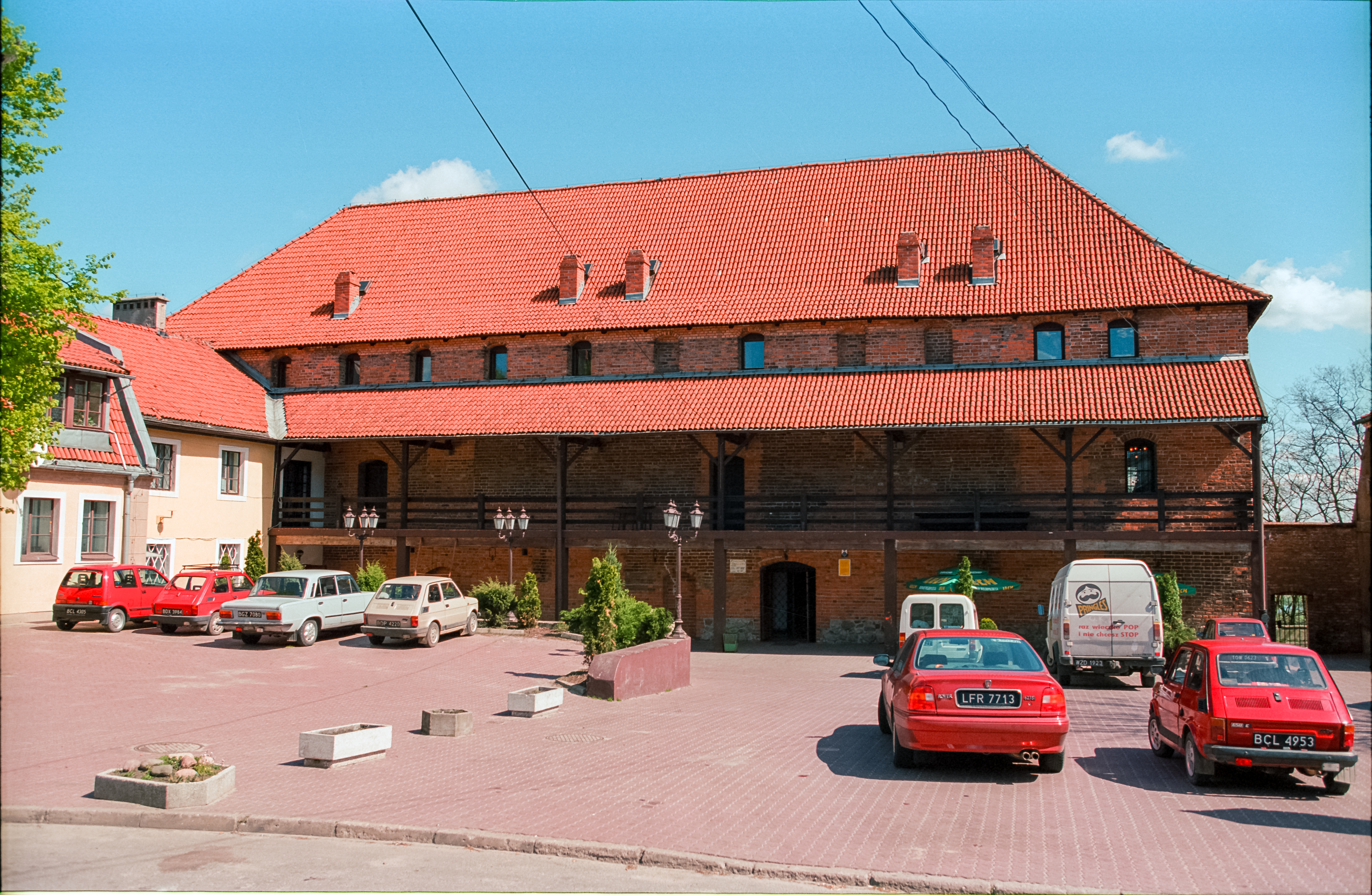
Główne skrzydło zamku

- Zamek – zbudowany w połowie XIV w. przez Zakon Krzyżacki na miejscu pomorskiego kasztelu. Niegdyś wschodnie skrzydło główne i północne pomocnicze, uzupełnione murami i wieżami. Po 1465 roku siedziba starostów nowskich, mocno zdewastowany podczas wojen szwedzkich. Po I rozbiorze w znacznym stopniu rozebrany, zachowane skrzydło główne przekształcono w zbór ewangelicki. Potem było magazynem i remizą. W końcu lat 70. rozpoczęto jego adaptację na obiekt upowszechniania kultury, zakończoną w 1992 roku.
- Mury Obronne – w okresie pomorskim drewniano-ziemne, strzegły grodu od południa z zachodu, potem rozbudowane w cegle i w pełni zamknięte. Ogólna długość ok. 1 km, 16 wież oraz 4 bramy, od południa – Grudziądzka, Gdańska, Wodna i Rybacka, uzupełnione fosą z wodą. Mury obronne częściowo zostały rozebrane w XIX w., lecz mimo to zachowało się ich jeszcze około 550 m, z podstawami 12 wież oraz sporym odcinkiem fosy, obecnie częściowo zajętym przez Amfiteatr Miejski. Uzupełnia je główne skrzydło Zamku pokrzyżackiego z połowy XIV w., w którym obecnie, po adaptacji, mieści się ośrodek kultury.

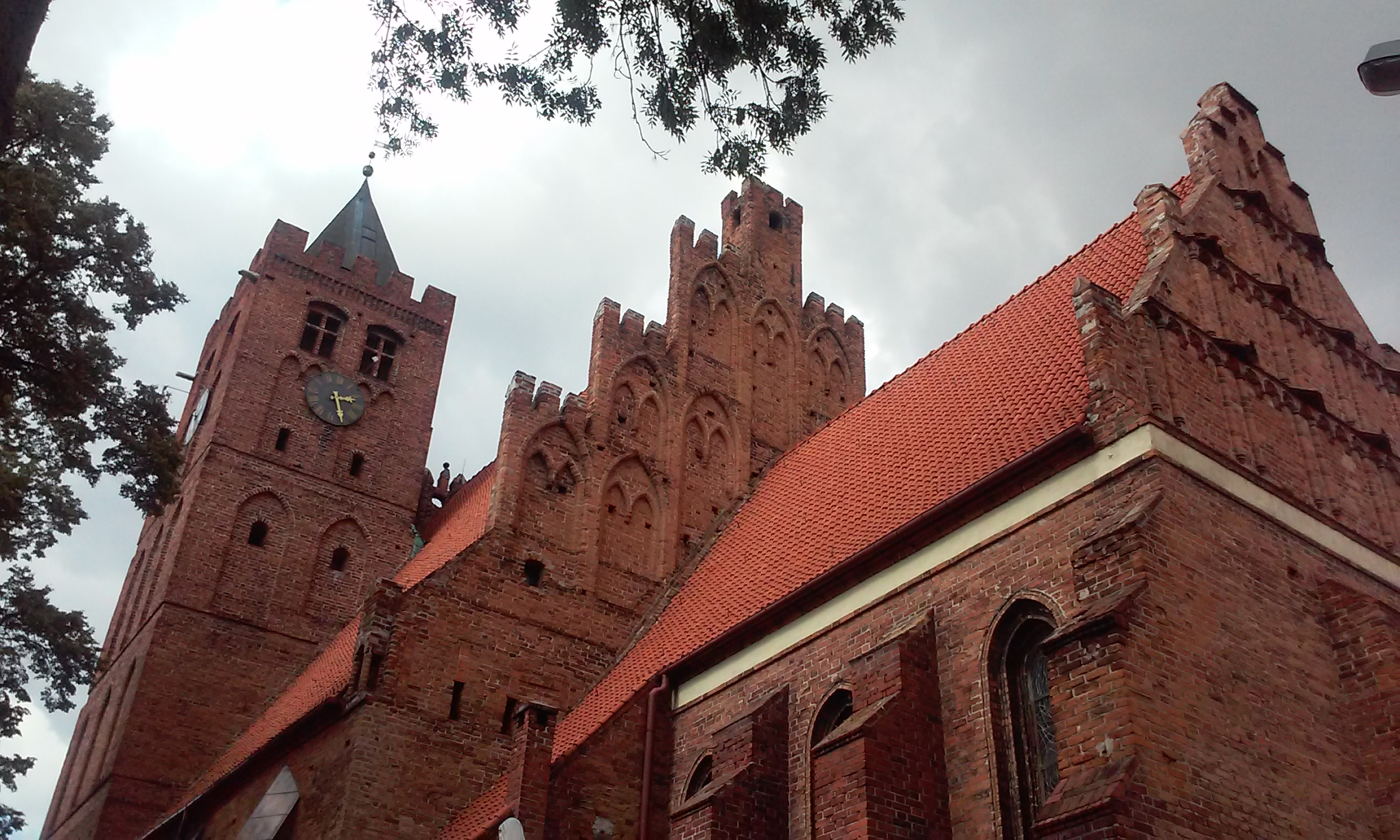
Nowe, kościół św. Mateusza

- Fara pw. św. Mateusza Apostoła i Ewangelisty – kościół budowany około 100 lat, począwszy od połowy XIV w., przypuszczalnie w miejscu wcześniejszej, drewnianej świątyni. Halowy gotyk pomorski z przesklepionym prezbiterium i 3 nawami, niegdyś kryty drewnianym stopem. Charakterystyczna bocznie ustawiona wieża i bogato zdobione szczyty. W XVI w. na krótko protestancki. W latach 1911–1914 rozbudowany, podczas zakładania sklepień nawowych odnaleziono pozostałości bogatych malowideł ściennych, częściowo zachowane. Obecny wystrój wnętrz barokowo-rokokowy, w dużym stopniu oryginalny.

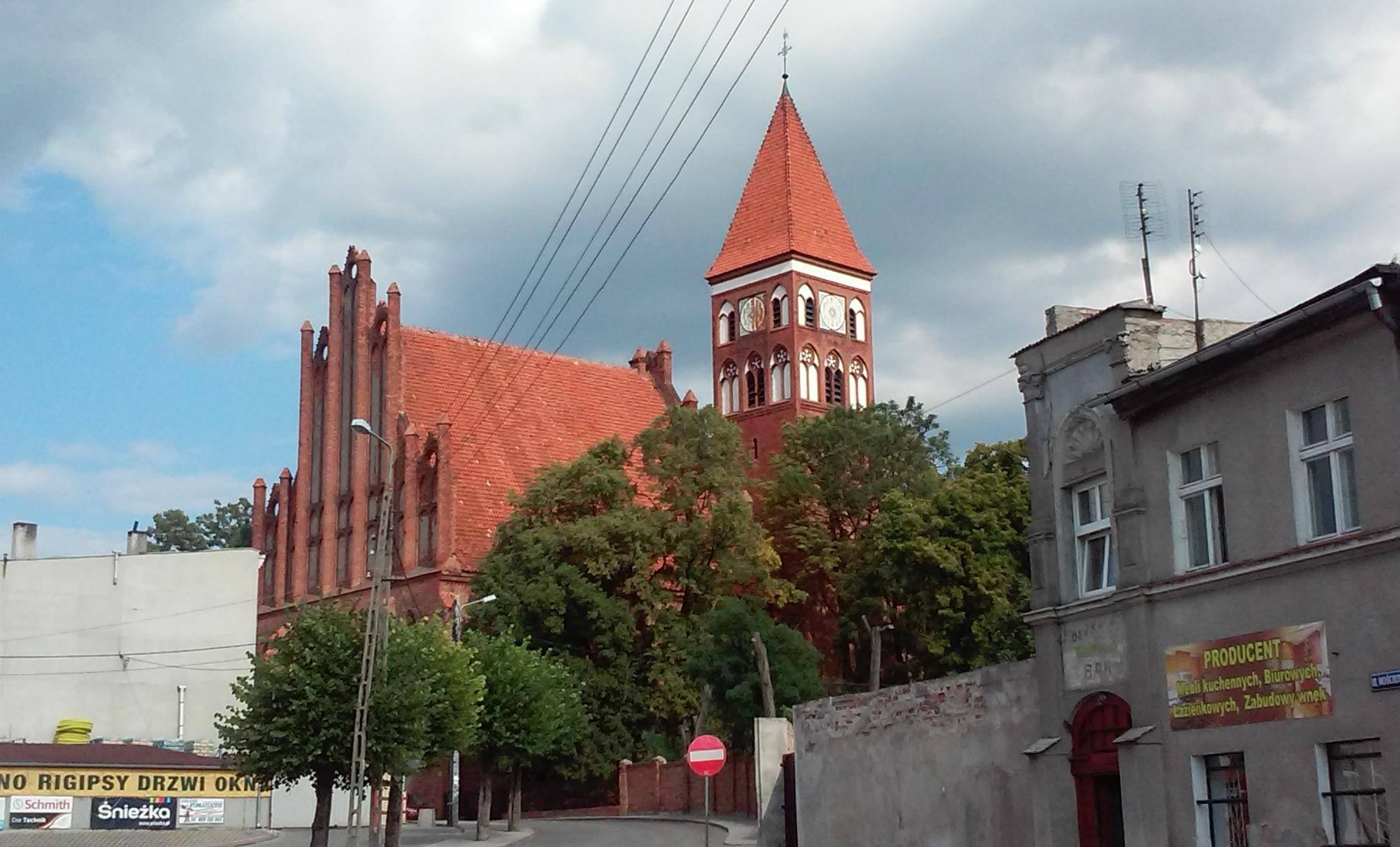
Nowe, kościół św. Maksymiliana

- Kościół pw. św. Maksymiliana Marii Kolbe – to dawny kościół franciszkański z kryptą z ok. 1311 roku i średniowiecznym prezbiterium. W XVI w. przejęty przez protestantów, w latach 1604–1821 bernardyński. Przejęty przez protestantów i odbudowany w stylu neogotyckim (nawy) z dodaniem wieży. Po II wojnie światowej zdewastowany. Od końca lat 70. świątynia katolicka. Ołtarz główny z zaadaptowanej kompozycji XVI-wiecznej „Ukrzyżowanie”
- Kaplica pw. św. Jerzego (wraz z cmentarzem) – zbudowana w XV w. przy trakcie gdańskim na planie wydłużonego ośmiokąta, wedle wzoru, jak mniemano wówczas, Świątyni Jerozolimskiej.

## Edukacja
- Szkoła Podstawowa nr 2 im. Arkadego Fiedlera
- Zespół Szkół w Nowem
- Liceum ogólnokształcące im. Mikołaja Kopernika

## Sport
- Miejsko Ludowy Klub Sportowy Wisła Nowe.
- Kąpielisko nad jeziorem Czarownic[18].
- Orlik ul. Myśliwska
- Hala widowiskowo sportowa ul. Nowa

## Służby ratunkowe
- Komisariat Policji, ul. Bydgoska 39.
- Ochotnicza Straż Pożarna, aleja 3 Maja 5.
- Gminna Przychodnia Zdrowia, ul. gen. Komierowskiego 39.
- Centrum Ratownictwa, ul Myśliwska.

## Turystyka
Szlaki pieszo-rowerowo-motorowe
- Szlak bursztynowy nadwiślański.

Świecie – Nowe – Gniew – Gorzędziej (Tczew) – Lubiszewo – Gdańsk,
długość: około 120 km.
W przybliżeniu trasą tą biegł w wiekach I-V n.e. końcowy odcinek szlaku handlowego (bursztynowego) z krajów cesarstwa rzymskiego nad Bałtyk. Przy szlaku tym leżały faktorie kupieckie, tj. punkty skupu i wymiany towarów, bursztynu, skór, futer, wełny, a może i niewolników. Wymianę towarową ułatwiały monety rzymskie, których istnienie stwierdzono w około 30 miejscowościach Kociewia.
- Szlak tradycji kopernikowskiej.

Chełmno – Konopat Wielki – Świecie – Góra Kopernika (koło Górnej Grupy) – Nowe – Kamionka – Leśna Jania – Starogard – Tczew,
długość: około 130 km
Mikołaj Kopernik podobno często odwiedzał Chełmno ponieważ była tam w klasztorze benedyktynek jego siostra. Tradycja utrzymuje również, że Kopernik swój pobyt w Chełmnie wykorzystywał do badań nieba w nocy. Wywnioskował, że wzgórze koło Górnej Grupy jest ostatnim punktem na południu, z którego można obserwować w czerwcu jasne noce. Trasa krajobrazowo atrakcyjna, bogata w zabytki architektury.
- Szlak jezior kociewskich.

Niedackie – Borzechowskie – Ocypelskie – Długie – Słone – Kałębie – Udzierz – Radodzierz – Łąkosz,
długość: około 50 km
Na terenie Kociewia istnieje ponad 200 jezior. Z wymienionych niektóre są objęte strefami ciszy, mają piaszczyste płytkie brzegi, doskonale nadające się na wypoczynek. Występują w nich smaczne i cenione ryby – płocie, leszcze, szczupaki, węgorze.
- Trakt napoleoński.

Tuchola – Wielkie Gacno – Trzebciny – Tleń – Osie – Nowe,
długość: około 60 km
Trasa prowadzi przez Bory Tucholskie, przekracza trzy rzeki: Brdę, Wdę, Mątawę, zahacza o leżące w pobliżu jeziora. Trasą tą w 1806 i 1812 roku maszerowały wojska Napoleona.
- Szlak rowerowy po Dolinie Dolnej Wisły

Cierpice – Solec Kujawski – Bydgoszcz – Świecie – Nowe – Gniew – Tczew – Kwidzyn – Grudziądz – Chełmno – Ostromecko – Zamek Bierzgłowski, długość: około 447 km.

## Wspólnoty wyznaniowe
- Kościół rzymskokatolicki (dekanat Nowe nad Wisłą):
  - parafia św. Mateusza Apostoła
- Świadkowie Jehowy:
  - zbór Nowe n/Wisłą[19].

## Współpraca
Miasta partnerskie:
- Leinefelde-Worbis, Niemcy[20]
- Radziwiłłów, Ukraina[21]

## Związani z Nowem
- Bronisław Malinowski, sportowiec, mistrz olimpijski
- Oskar Cyms, piosenkarz, autor tekstów